# Braurònies
Les Braurònies (en grec antic: Βραυρώνια) eren uns festivals celebrats a la localitat àtica de Brauró en honor d'Àrtemis. Pausànies explica que en aquest lloc haurien desembarcat Orestes i Ifigenia al seu retorn de Tàurida, deixant a la ciutat la imatge de la deessa que portaven amb ells.
El festival se celebrava cada cinc anys sota la supervisió de deu ἱεροποιοί (ieropoioí, 'encarregats dels sacrificis'), i en l'acte principal les noies àtiques entre 5 i 10 anys amb uns vestits especials de color de safrà anaven en processó al santuari on eren consagrades a la deessa. Durant l'acte, els ἱεροποιοί sacrificaven una cabra i les noies celebraven uns ritus propiciatoris on imitaven els ossos, un animal sagrat per Àrtemis, especialment a l'Arcàdia.
La Suda, sota l'entrada Ἄρκτος ('ós'), explica una llegenda que diu que a la ciutat de Fàvides es guardava un os molt mans que circulava lliure pels carrers i la gent el paixia. Un dia, una noia es va posar a jugar amb ell i va tractar l'animal amb tanta duresa que es va revoltar i la va matar. Els seus germans, enfurismats, van matar l'os i la ciutat es va veure sotmesa a una plaga. Van consultar l'oracle, que els va dir que s'acabaria el mal quan propiciessin a la deïtat algunes de les seves filles amb uns ritus dedicats a l'os, l'animal sagrat d'Àrtemis. El manament es va complir, i totes les noies, abans de casar-se, havien de participar en aquella cerimònia.
Un altre festival amb el mateix nom se celebrava cada cinc anys a la mateixa ciutat pels homes i les dones de mala vida, en honor de Dionís. Alguns autors apunten que els dos festivals es feien al mateix temps, però les proves de moment permeten pensar el contrari. A Atenes, el culte a l'Àrtemis Braurònia es feia en un santuari situat a l'Acròpolis.